# 安琪拉国家森林
安琪拉国家森林（英語：Angeles National Forest，简称“ANF”）是美国的一处国家森林，位于圣盖博山与内华达狮子山处，主要在南加利福尼亚州的洛杉矶县境内。

## ک參考書目
- Leadabrand, Russ. . Los Angeles: Ritche Press. 1963. ISBN 0378034227 （英语）.
- Robinson, John W. . San Marino: Goldwest Books. 1977. ISBN 9780870950612 （英语）.
- Robinson, W. W. . Los Angeles: Title and Trust Insurance co. 1946  [2022-02-05]. （原始内容存档于2022-02-06） （英语）.